# Präsidentschaftswahl in der Republik Zypern 2003
Die Präsidentschaftswahl in der Republik Zypern 2003 fand am 26. Februar statt.

## Ergebnis
| Kandidaten                                             | Parteien                | Stimmen | %    |
| ------------------------------------------------------ | ----------------------- | ------- | ---- |
| Tassos Papadopoulos                                    | Dimokratiko Komma       | 213.353 | 51,5 |
| Glafkos Klerides                                       | Dimokratikos Synagermos | 160.724 | 38,8 |
| Alekos Markides                                        | Parteilos               | 27.404  | 6,6  |
| Nikos Koutsou                                          | Nei Orizontes           | 8.771   | 2,1  |
| Kostas Kyriacou                                        | Parteilos               | 1.840   | 0,4  |
| Andreas Efstratiou                                     | Parteilos               | 606     | 0,1  |
| Adamos Katsantonis                                     | Parteilos               | 558     | 0,1  |
| Christos Iosifides                                     | Parteilos               | 391     | 0,1  |
| Georgios Mavrogenis                                    | Parteilos               | 337     | 0,1  |
| Pantelis Sofokleous                                    | Parteilos               | 209     | 0,1  |
| Gesamt                                                 | Gesamt                  | 414.193 | 100  |
|                                                        |                         |         |      |
| Ungültige Stimmen                                      | Ungültige Stimmen       | 17.497  | 4,1  |
| Wähler                                                 | Wähler                  | 431.690 | 90,5 |
| Wahlberechtigte                                        | Wahlberechtigte         | 476.758 |      |
|                                                        |                         |         |      |
| Quelle: Presidential Elections 2003 – Official Results |                         |         |      |